# Nižné Repaše
Nižné Repaše (in ungherese Alsórépás, in tedesco Unter-Ripsch) è un comune della Slovacchia facente parte del distretto di Levoča, nella regione di Prešov.

## Storia
Fu menzionato per la prima volta nelle cronache storiche nel 1270.